# トレバー・ホフマン
トレバー・ウィリアム・ホフマン（Trevor William Hoffman, 1967年10月13日 - ）は、アメリカ合衆国カリフォルニア州ベルフラワー出身の元プロ野球選手（投手）、右投右打。
現役時代は主にサンディエゴ・パドレスで活躍し、1990年代後半から2000年代にかけてのMLBにおいてニューヨーク・ヤンキースのマリアノ・リベラと並び称されたクローザーであった。MLB歴代2位の通算601セーブを積み重ねた（史上初めての通算600セーブ達成者。また、通算セーブ数はナショナル・リーグでは歴代1位）。シーズン成績では、30セーブ以上を14回、うち40セーブ以上を9回達成した。
ファンからは "ホフィー" （Hoffy）という愛称で親しまれている。
2018年、アメリカ野球殿堂入りを果たした。また、兄のグレンも元MLB選手（遊撃手）で、2006年から2020年までパドレスで三塁コーチを務め、現在はパドレスの顧問を務めている。

## 経歴

### プロ入り前
1967年10月13日に誕生。動脈の血流が生まれつき悪かったので、生後6週目に片方の腎臓を摘出する手術を受けた。そのため、無事に成長した後もアメリカンフットボールやアマチュアレスリングなどの激しい接触を伴うスポーツをすることは禁じられた。兄のグレンがボストン・レッドソックスに入団後、ホフマンも野球にのめり込むようになる。アリゾナ大学へ進学し野球部に入部した際は、腎臓が1つしかないホフマンに大学側は「もしボールが体に当たって死ぬことになっても、大学は一切の責任を負わない」という条件を承諾させる。ホフマンの唯一の腎臓が右半身にあるのに対し、ホフマンは右打者であるため死球を左半身で受けることになるので、この取り決めが成立したという。大学では内野手としてプレーした。

### プロ入りとレッズ傘下時代
1989年のMLBドラフトでシンシナティ・レッズから11巡目（全体290位）指名を受ける。しかし、入団後は芳しい成績を残せなかった。
1990年にはマイナーリーグA級のチャールストンで103試合に出場するが打率は.212に終わっている。野手としてはメジャー昇格の見込みなし、と判断した首脳陣は、ホフマンを投手にコンバートする。本人によれば「肩の強さと多少のコントロールには自信があったが、12歳を最後にマウンドに上がったことがなかったので不安の方が大きかった」。しかしこれが成功し、95mph（約152.9km/h）の速球を武器にホフマンはマイナーリーグで防御率1点台の活躍を見せた。

### マーリンズ時代
1992年、翌1993年シーズンより新球団としてフロリダ・マーリンズとコロラド・ロッキーズの2球団が創設されることになり、既存26球団から戦力の一部を新規2球団に配分するためのエクスパンション・ドラフトが行われた。このときホフマンはマーリンズに指名され、レッズから新球団へ移籍する。1993年4月6日、新球団の開幕2戦目となるロサンゼルス・ドジャース戦でメジャーデビュー。2点ビハインドの9回表・二死満塁の場面で登板し、エリック・デービスから空振り三振を奪ってピンチを脱した。この初登板から4試合は無失点で切り抜け、10試合目の登板となった4月29日のブレーブス戦では初セーブも記録。6月22日まで28試合に登板し、2勝2敗2セーブ、防御率3.28という成績を残す。

### パドレス時代
1993年6月24日、ゲイリー・シェフィールドらとのトレードでサンディエゴ・パドレスへ移籍。移籍後は39試合に登板し、2勝4敗3セーブ、防御率4.31を記録した。
1994年からは、ストライクを取る能力を買われてチームの抑え投手となり、このシーズンは20セーブ（リーグ7位）を記録。
1995年にも31セーブ（同6位）を記録する。しかしこの頃から右肩の痛みに悩まされていたため、最終的には1995年のシーズン終了後に手術を受けることになった。これにより球速が著しく低下し、効果的な変化球を習得する必要性に迫られたホフマンは、チェンジアップの改良に取り組む。
1996年に復帰したホフマンは42セーブ（同3位）、防御率2.25の好成績を残し、チームの12年ぶりとなる地区優勝に貢献。自身初めての出場となったポストシーズンでは、セントルイス・カージナルスとの地区シリーズ第3戦で9回表に決勝の2点本塁打を浴び、チームは初戦からの3連敗で敗退したが、レギュラーシーズンにおけるホフマンの働きは高く評価され、シーズン終了後のサイ・ヤング賞投票ではホフマンは5位に入った。
1998年は自己最高となる53セーブ、防御率1.48を記録し、最多セーブのタイトルを初めて獲得。さらにオールスターゲームにも初めて選出された。チームは2年ぶりにポストシーズンへ進出し、14年ぶりにリーグ優勝・ワールドシリーズ進出を果たす。しかしチームは、ニューヨーク・ヤンキースとのワールドシリーズでは初戦から1勝もできず4連敗で敗退。ホフマンも第3戦の8回表、1点リードの場面で登板しながらスコット・ブローシャスに逆転3点本塁打を許し敗戦投手となった。サイ・ヤング賞投票ではトム・グラビンに次ぐ2位に。総得点数ではグラビンの99ポイントに11及ばなかったが、1位票の数だけならグラビンの11票を上回る13票を得ていたという接戦だった。
1999年3月、ホフマンは2000年からの4年総額3200万ドル（5年目は球団オプション）でパドレスと契約を延長。救援投手の契約としては当時のメジャー最高額である。ホフマンはこの年から2001年まで3年連続で40セーブ以上を記録し、2002年も38セーブを記録。史上初の8年連続30セーブを達成した。
2003年を前に、ホフマンは右肩の回旋筋腱板や鎖骨周辺を2度にわたり手術し、キャリアで初の故障者リスト入り。この年は9月2日に復帰し、シーズン終了まで9試合に登板したが、セーブ0に終わった。

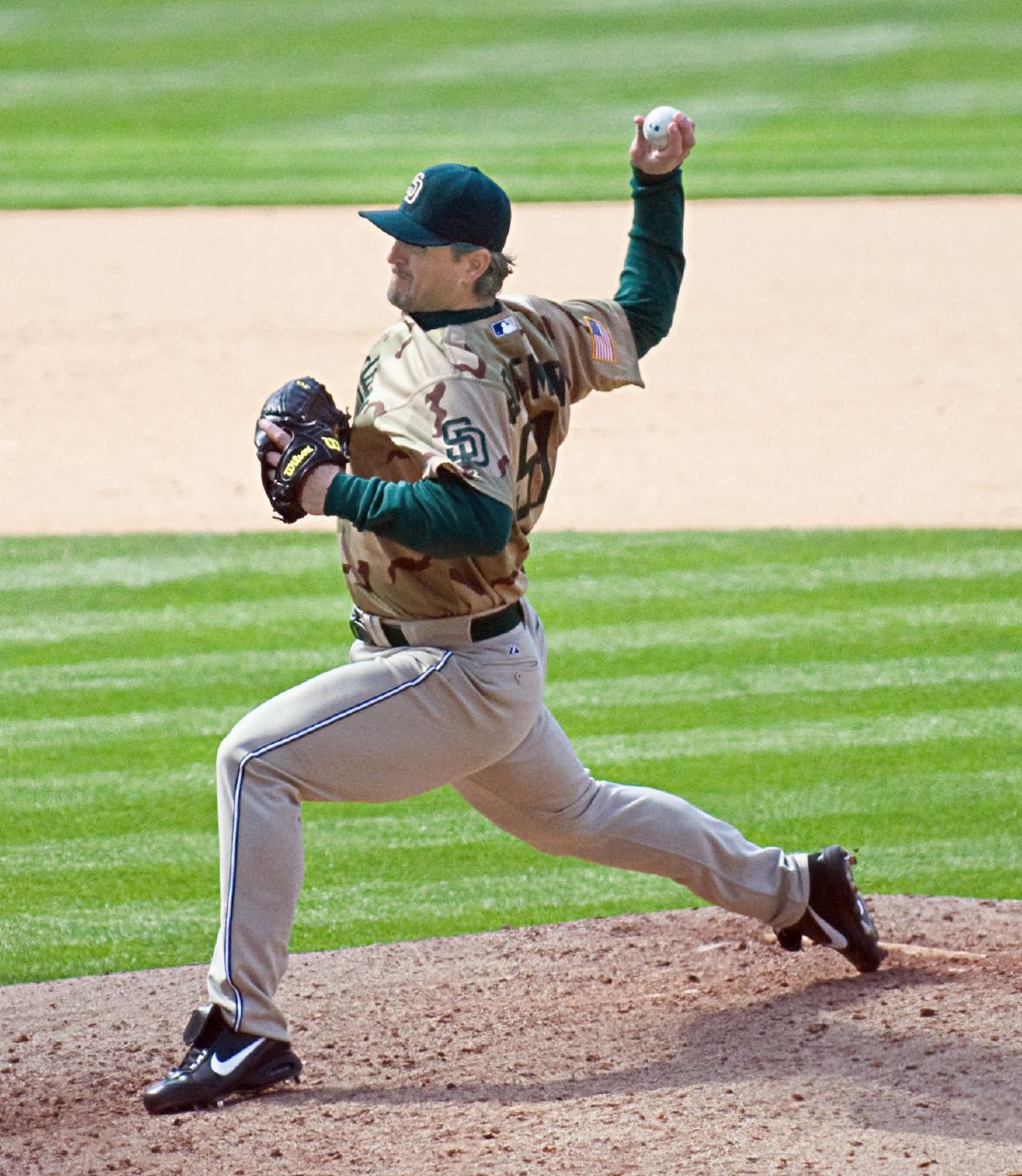
パドレス時代のホフマン（2008年）

結局パドレスは2004年の球団オプションを破棄し、1年総額250万ドルで契約を結び直す。ホフマンは同年、55試合に登板し、3勝3敗41セーブ、防御率2.30という成績を残し復活した。
2005年は、5月6日のカージナルス戦で史上3人目の通算400セーブを達成。さらに8月24日のヒューストン・アストロズ戦では、ジョン・フランコを抜いて歴代単独2位となる通算425セーブ目を挙げた。シーズン終了時には通算セーブ数は436に達しており、リー・スミスが保持する歴代最多記録478の更新も見えてきていた。チームは7年ぶりに地区優勝してポストシーズンに進出したが、地区シリーズでカージナルスに0勝3敗で敗れている。
その年のオフ、一時はクリーブランド・インディアンスへの移籍の可能性も取りざたされたが、パドレスのユニフォームを着て記録を更新したいという本人の強い希望や兄グレンの説得もあり、2年総額1350万ドル（3年目は球団オプション）で残留。そして2006年、9月24日のピッツバーグ・パイレーツ戦で通算479セーブ目を挙げ、スミスを抜いて通算セーブ数で歴代1位となった。シーズンでも46セーブを記録、2度目の最多セーブのタイトルを獲得し、記録更新に自ら花を添えた。この年はリーグの先発投手の成績が全体的に低調だったこともあり、ホフマンがサイ・ヤング賞を受賞する可能性が高まったが、投票の結果ブランドン・ウェブに次ぐ2位にとどまっている。
2007年6月6日のドジャース戦で前人未到の通算500セーブを達成し、ギネス世界記録に認定された。しかしこの年は低調で、セーブ成功率85.7%は1997年（84.1%）以来となる低水準だった。また、シーズン終盤にはロッキーズとのワンゲーム・プレイオフを含む2試合連続でセーブ失敗を犯し、チームはポストシーズン進出を逃すこととなった。続く2008年は防御率が前年より1点近く悪化、またセーブ数も過去5年で最少の30セーブに終わっている。

### ブルワーズ時代
2007年シーズン終了後、ホフマンはFAに。しかしこのオフ、パドレスは緊縮財政下にあった。カリフォルニア州では夫婦共有財産制をとっており、夫婦が離婚した場合は財産を半分に分配しなければならない。このとき、パドレスのオーナーであるジョン・ムーアズが妻と離婚することになり、球団に金をかけられなくなったため、球団は年俸総額の前年比40%減を目指していた。パドレスは1年総額400万ドルに2010年のオプションをつけたオファーを一旦は提示していたが、11月11日に自らこれを取り下げたため、ホフマンのパドレス退団が事実上確定。ホフマンの獲得には、ロサンゼルス・ドジャースやミルウォーキー・ブルワーズが乗り出した。

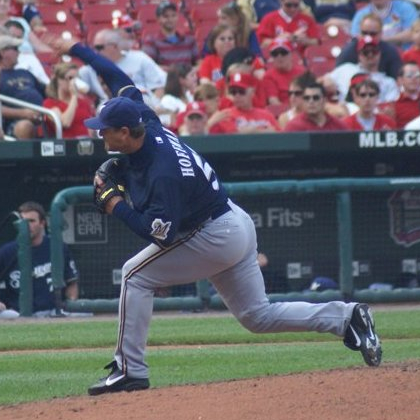
ブルワーズ時代のホフマン（2009年9月3日）

2009年1月13日、ホフマンはブルワーズと年俸600万ドル+出来高150万ドルの1年契約を結んだ。移籍1年目は開幕を故障者リストで迎えた。4月26日に復帰し、翌27日のパイレーツ戦でブルワーズとしての初登板を果たした。その後、6月14日のシカゴ・ホワイトソックス戦にかけて18.2イニング連続無失点を記録し、1972年のアール・ステファンソンのリリーフ投手としての開幕から球団連続無失点記録に並んだ。同年、55試合に登板し、37セーブを記録。防御率は11年ぶりの1点台となる1.83の好成績だった。GMのダグ・メルビンが「まるで投手コーチをもうひとり雇ったみたいだ」と話すように、ただ選手としてだけではなく、他のチームメイトにとっての見本としてもチームの役に立っている。この活躍を受けブルワーズはシーズン閉幕直後、即座にホフマンと1年総額800万ドル（2年目は相互オプション）で契約を延長した。
2010年9月8日のカージナルス戦でMLB史上初の通算600セーブを達成。

### 現役引退へ
2010年シーズン終了後にフリーエージェントとなっていたが、2011年1月11日に「今が引き際だと考えた」として現役引退を決意したことを語った。1月12日にペトコ・パークで引退記者会見が行われた 。

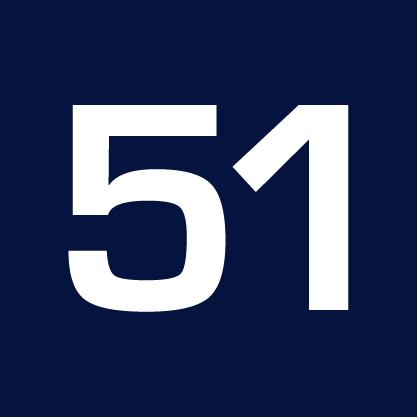
ホフマンのパドレス在籍時の背番号「51」。
サンディエゴ・パドレスの永久欠番に2011年指定。

2011年6月16日に古巣パドレスは、ホフマン在籍時の背番号『51』を永久欠番に指定すると発表した。
2016年9月に第4回WBC予選のイギリス代表コーチを務めた。
2016年にアメリカ野球殿堂の候補選手入り。惜しくも殿堂入りを逃す結果が2年連続で続いていたが、2018年1月25日、得票率79.9%でアメリカ野球殿堂入りを果たした。

## 選手としての特徴

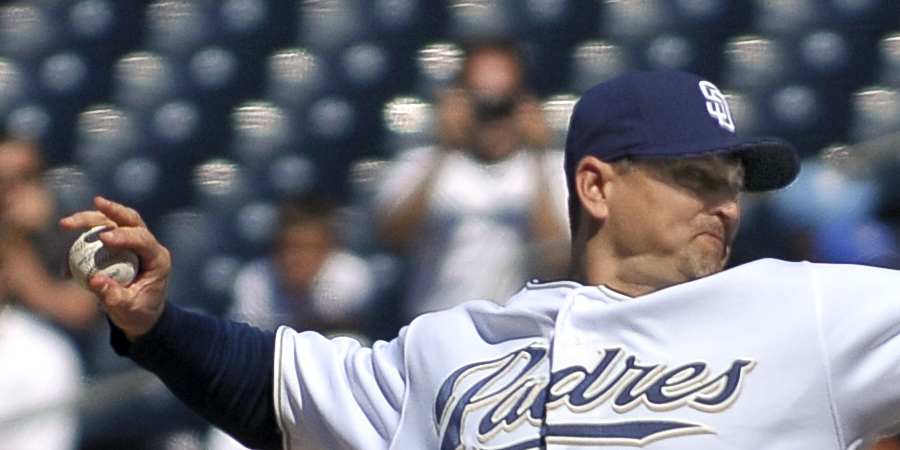
ホフマンのチェンジアップの握りはパームボールに似ている

速球とチェンジアップの組み合わせを軸としており、これらの球種を同じ腕の振りから投げ分けて打者に狙い球を絞らせないことで、これまでに多くのセーブを積み重ねてきた投手である。プリンス・フィルダーは「彼がボールを手から離したとき、球がすっぽ抜けたように見えるから『思いっきり打ち返してやろう』と思うんだ。ところが、バットを振ってもボールはそこにはないんだよ」と、チャド・トレーシーは「まるで彼がボールに紐をつけて操作してるみたいだ」と、それぞれ感想を述べている。ホフマン本人は「他の球種と握りが違うだけで、同じ腕の振り、同じスピードで投げている。握りが違うと、それだけでボールが違う動きをする」と話している。
本人曰く「これを狙い通りの場所に投げることが、チェンジアップを効果的に見せるための生命線となる」という速球は、球速は87mph（約140.0km/h）ほどである。マイナーリーグで投手に転向したときには95mph（約152.9km/h）を計時していたが、その後の肩の故障によって80mph台後半に落ちた。ホフマンの投球フォームが真上から投げ下ろすオーバースローであるため、速球にはバックスピンが強くかかる一方でサイドスピンがほとんどかからず、結果として打者からはボールが浮き上がってくるように見える。
そして決め球となるチェンジアップは、速球より10mph（約16.1km/h）前後遅く、77mph（約123.9km/h）ほど。このチェンジアップは、投手と打者の中間地点あたりまでは速球と同じ軌道を描くが、そこから数インチ沈む。この変化をポール・ロデューカは「ボールにパラシュートがついてるよう」と表現している。握り方はパームボールに似ていて、親指、人差し指、小指でボールを握る。元々はサークルチェンジのような握り方のチェンジアップを投げていたが、同僚のドニー・エリオットからのアドバイスを元に試行錯誤を繰り返し、また1995年の手術後は右肩への負担を軽減することも目指した結果、パームボールのような握りになったという。
この2つのほか、81.5mph（約131.2km/h）ほどのスライダーと71mph（約114.3km/h）ほどのカーブも投げ、これらの球種を駆使して打者を打ちとる。三振を多く奪うことができ、2009年までの通算奪三振率は9.5を記録するフライボールピッチャーである。この奪三振率はマリアノ・リベラ（8.3）やリー・スミス（8.7）、デニス・エカーズリー（6.6）、リッチ・ゴセージ（7.5）、ブルース・スーター（7.4）らを上回る数字である。

## 人物
現役時代の全盛期をパドレスで過ごし、地元サンディエゴでは同時代に活躍したトニー・グウィンと並ぶほどの絶大な人気を誇っている。

## ホフマンと入場曲
ホフマンが本拠地球場で登板する際、場内にはロックバンド・AC/DCの "Hells Bells" という曲が流れるようになっており、ホフマンが投げる最終回はTrevor Time （トレバー・タイム）と呼ばれている。冒頭の鐘が流れると勝利を確信した球場が大いに沸く。ホフマン本人もこの曲が好きなのだが、球場で流れるようになったのはパドレスのスタッフのアイディアによるものである。また、映画『メジャーリーグ』の中でチャーリー・シーン演じる救援投手リッキー・ボーンが登板する際に "Wild Thing" という曲が流れるシーンがあったことも影響している。2009年にホフマンがパドレスから移籍した後も、ブルワーズが "Hells Bells" を流す演出を受け継いだ。

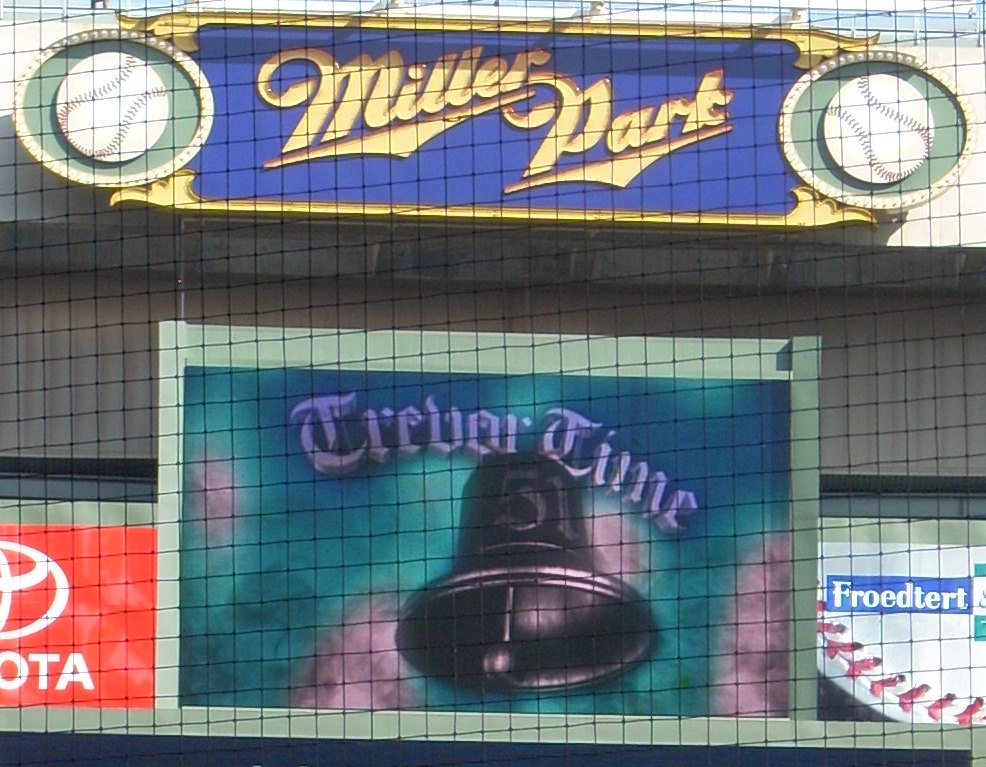
ブルワーズの本拠地ミラー・パークでも受け継がれた"Trevor Time"

この入場曲が流されるようになったのは1998年7月25日の試合からであり、その後「メジャーリーグで最も有名なテーマ曲の1つ」といっても過言ではないほどにこれが定着した。ホフマンにあやかってか、他球団の抑え投手でも数人がこの "Hells Bells" を登場曲に使ったこともあった。また2006年3月には、パドレスの本拠地ペトコ・パークで国際大会の第1回ワールド・ベースボール・クラシック決勝（日本－キューバ）が開催されたが、このときにも "Hells Bells" が場内にかけられている。これは、日本代表の抑え投手であり前年までパドレスに所属していた大塚晶則が、ホフマンに "Hells Bells" を入場曲として使用していいか尋ね、ホフマンが快諾したためである。

## 詳細情報

### 年度別投手成績
| 年 度     | 球 団     | 登 板 | 先 発 | 完 投 | 完 封 | 無 四 球 | 勝 利 | 敗 戦 | セ 丨 ブ | ホ 丨 ル ド | 勝 率 | 打 者 | 投 球 回 | 被 安 打 | 被 本 塁 打 | 与 四 球 | 敬 遠 | 与 死 球 | 奪 三 振 | 暴 投 | ボ 丨 ク | 失 点 | 自 責 点 | 防 御 率 | W H I P |
| --------- | --------- | ----- | ----- | ----- | ----- | -------- | ----- | ----- | -------- | ----------- | ----- | ----- | -------- | -------- | ----------- | -------- | ----- | -------- | -------- | ----- | -------- | ----- | -------- | -------- | ------- |
| 1993      | FLA       | 28    | 0     | 0     | 0     | 0        | 2     | 2     | 2        | --          | .500  | 152   | 35.2     | 24       | 5           | 19       | 7     | 0        | 26       | 3     | 0        | 13    | 13       | 3.28     | 1.21    |
| 1993      | SD        | 39    | 0     | 0     | 0     | 0        | 2     | 4     | 3        | --          | .333  | 239   | 54.1     | 56       | 5           | 20       | 6     | 1        | 53       | 2     | 0        | 30    | 26       | 4.31     | 1.40    |
| '93計     | SD        | 67    | 0     | 0     | 0     | 0        | 4     | 6     | 5        | --          | .400  | 391   | 90.0     | 80       | 10          | 39       | 13    | 1        | 79       | 5     | 0        | 43    | 39       | 3.90     | 1.32    |
| 1994      | SD        | 47    | 0     | 0     | 0     | 0        | 4     | 4     | 20       | --          | .500  | 225   | 56.0     | 39       | 4           | 20       | 6     | 0        | 68       | 3     | 0        | 16    | 16       | 2.57     | 1.05    |
| 1995      | SD        | 55    | 0     | 0     | 0     | 0        | 7     | 4     | 31       | --          | .636  | 218   | 53.1     | 48       | 10          | 14       | 3     | 0        | 52       | 1     | 0        | 25    | 23       | 3.88     | 1.16    |
| 1996      | SD        | 70    | 0     | 0     | 0     | 0        | 9     | 5     | 42       | --          | .643  | 348   | 88.0     | 50       | 6           | 31       | 5     | 2        | 111      | 2     | 0        | 23    | 22       | 2.25     | 0.92    |
| 1997      | SD        | 70    | 0     | 0     | 0     | 0        | 6     | 4     | 37       | --          | .600  | 322   | 81.1     | 59       | 9           | 24       | 4     | 0        | 111      | 7     | 0        | 25    | 24       | 2.66     | 1.02    |
| 1998      | SD        | 66    | 0     | 0     | 0     | 0        | 4     | 2     | 53       | --          | .667  | 274   | 73.0     | 41       | 2           | 21       | 2     | 1        | 86       | 8     | 0        | 12    | 12       | 1.48     | 0.85    |
| 1999      | SD        | 64    | 0     | 0     | 0     | 0        | 2     | 3     | 40       | 1           | .400  | 263   | 67.1     | 48       | 5           | 15       | 2     | 0        | 73       | 4     | 0        | 23    | 16       | 2.14     | 0.94    |
| 2000      | SD        | 70    | 0     | 0     | 0     | 0        | 4     | 7     | 43       | 0           | .364  | 291   | 72.1     | 61       | 7           | 11       | 4     | 0        | 85       | 4     | 0        | 29    | 24       | 2.99     | 1.00    |
| 2001      | SD        | 62    | 0     | 0     | 0     | 0        | 3     | 4     | 43       | 0           | .429  | 248   | 60.1     | 48       | 10          | 21       | 2     | 1        | 63       | 3     | 0        | 25    | 23       | 3.43     | 1.14    |
| 2002      | SD        | 61    | 0     | 0     | 0     | 0        | 2     | 5     | 38       | 0           | .286  | 245   | 59.1     | 52       | 2           | 18       | 2     | 1        | 69       | 3     | 0        | 20    | 18       | 2.73     | 1.18    |
| 2003      | SD        | 9     | 0     | 0     | 0     | 0        | 0     | 0     | 0        | 0           | ----  | 36    | 9.0      | 7        | 1           | 3        | 0     | 0        | 11       | 0     | 0        | 2     | 2        | 2.00     | 1.11    |
| 2004      | SD        | 55    | 0     | 0     | 0     | 0        | 3     | 3     | 41       | 0           | .500  | 209   | 54.2     | 42       | 5           | 8        | 1     | 0        | 53       | 2     | 0        | 14    | 14       | 2.30     | 0.91    |
| 2005      | SD        | 60    | 0     | 0     | 0     | 0        | 1     | 6     | 43       | 0           | .143  | 240   | 57.2     | 52       | 3           | 12       | 1     | 1        | 54       | 1     | 0        | 23    | 19       | 2.97     | 1.11    |
| 2006      | SD        | 65    | 0     | 0     | 0     | 0        | 0     | 2     | 46       | 0           | .000  | 248   | 63.0     | 48       | 6           | 13       | 1     | 1        | 50       | 2     | 0        | 16    | 15       | 2.14     | 0.97    |
| 2007      | SD        | 61    | 0     | 0     | 0     | 0        | 4     | 5     | 42       | 0           | .444  | 235   | 57.1     | 49       | 2           | 15       | 5     | 0        | 44       | 0     | 0        | 21    | 19       | 2.98     | 1.12    |
| 2008      | SD        | 48    | 0     | 0     | 0     | 0        | 3     | 6     | 30       | 0           | .333  | 180   | 45.1     | 38       | 8           | 9        | 2     | 0        | 46       | 0     | 0        | 19    | 19       | 3.77     | 1.04    |
| 2009      | MIL       | 55    | 0     | 0     | 0     | 0        | 3     | 2     | 37       | 0           | .600  | 210   | 54.0     | 35       | 2           | 14       | 2     | 1        | 48       | 2     | 0        | 11    | 11       | 1.83     | 0.91    |
| 2010      | MIL       | 50    | 0     | 0     | 0     | 0        | 2     | 7     | 10       | 2           | .222  | 205   | 47.1     | 49       | 8           | 19       | 3     | 0        | 30       | 2     | 0        | 31    | 31       | 5.89     | 1.44    |
| MLB：18年 | MLB：18年 | 1035  | 0     | 0     | 0     | 0        | 61    | 75    | 601      | 3           | .449  | 4388  | 1089.1   | 846      | 100         | 307      | 58    | 9        | 1133     | 49    | 0        | 378   | 347      | 2.87     | 1.06    |

- 各年度の太字はリーグ最高

### 年度別守備成績
| 年 度 | 球 団 | 投手（P） | 投手（P） | 投手（P） | 投手（P） | 投手（P） | 投手（P） |
| 年 度 | 球 団 | 試 合     | 刺 殺     | 補 殺     | 失 策     | 併 殺     | 守 備 率  |
| ----- | ----- | --------- | --------- | --------- | --------- | --------- | --------- |
| 1993  | FLA   | 28        | 2         | 7         | 0         | 0         | 1.000     |
| 1993  | SD    | 39        | 4         | 4         | 0         | 0         | 1.000     |
| '93計 | SD    | 67        | 6         | 11        | 0         | 0         | 1.000     |
| 1994  | SD    | 47        | 4         | 5         | 0         | 1         | 1.000     |
| 1995  | SD    | 55        | 5         | 1         | 0         | 0         | 1.000     |
| 1996  | SD    | 70        | 8         | 6         | 0         | 0         | 1.000     |
| 1997  | SD    | 70        | 2         | 5         | 1         | 0         | .875      |
| 1998  | SD    | 66        | 3         | 4         | 0         | 1         | 1.000     |
| 1999  | SD    | 64        | 3         | 5         | 0         | 0         | 1.000     |
| 2000  | SD    | 70        | 2         | 7         | 0         | 0         | 1.000     |
| 2001  | SD    | 62        | 5         | 4         | 0         | 0         | 1.000     |
| 2002  | SD    | 61        | 5         | 2         | 1         | 0         | .875      |
| 2003  | SD    | 9         | 2         | 1         | 0         | 1         | 1.000     |
| 2004  | SD    | 55        | 2         | 6         | 0         | 0         | 1.000     |
| 2005  | SD    | 60        | 3         | 5         | 1         | 0         | .889      |
| 2006  | SD    | 65        | 6         | 5         | 0         | 2         | 1.000     |
| 2007  | SD    | 61        | 3         | 4         | 0         | 0         | 1.000     |
| 2008  | SD    | 48        | 3         | 6         | 0         | 0         | 1.000     |
| 2009  | MIL   | 55        | 2         | 3         | 1         | 0         | .833      |
| 2010  | MIL   | 50        | 2         | 3         | 0         | 0         | 1.000     |
| MLB   | MLB   | 1035      | 66        | 83        | 4         | 5         | .974      |

### タイトル
- 最多セーブ投手：2回（1998年、2006年）

### 表彰
- ローレイズ・リリーフマン賞：2回（1998年、2006年）
- DHL デリバリー・マン・オブ・ザ・マンス：4回（2005年5月、2006年9月、2007年5月、2009年5月）
- ピッチャー・オブ・ザ・マンス：2回（2005年5月、2009年5月）
- ハッチ賞：1回（2004年）
- ルー・ゲーリッグ賞：1回（2006年）

### 記録
- MLBオールスターゲーム選出：7回（1998年 - 2000年、2002年、2006年、2007年、2009年）

### 背番号
- 51（1993年 - 同年途中、1994年 - 2010年）※サンディエゴ・パドレスの永久欠番
- 34（1993年途中 - 同年終了）